# Władcy Brabancji

Herb władców Brabancji

## LandgrafowieBrabancji

### Dynastia z Louvain
- 1085–1095: Henryk III z Louvain
- 1095–1139: Gotfryd I Brodaty
- 1139–1142: Gotfryd II z Louvain
- 1142–1190: Gotfryd III z Louvain

## Książęta Brabancji

### Dynastia z Louvain
- 1190–1235: Henryk I, koregent od 1183
- 1235–1248: Henryk II
- 1248–1261: Henryk III
- 1261–1267: Henryk IV
- 1267–1294: Jan I Zwycięski
- 1294–1312: Jan II Pokojowy
- 1312–1355: Jan III
- 1355–1406: Joanna

### Walezjusze, linia burgundzka
- 1406–1415: Antoni
- 1415–1427: Jan IV
- 1427–1430: Filip I z Saint-Pol
- 1430–1467: Filip II Dobry
- 1467–1477: Karol I Zuchwały
- 1477–1482: Maria I

### Habsburgowie
- 1482–1494: Maksymilian I, mąż Marii I, regent w imieniu ich małoletniego syna Filipa Pięknego
- 1494–1506: Filip III Piękny
- 1506–1555: Karol II
- 1555–1598: Filip IV
- 1598–1621: Izabela Klara Eugenia Habsburg i Albrecht VII Habsburg
- 1621–1665: Filip V
- 1665–1700: Karol III

### Burbonowie
- 1700–1706: Filip VI

### Habsburgowie
- 1706–1740: Karol IV
- 1740–1780: Maria II

### Dynastia habsbursko-lotaryńska
- 1780–1790: Józef I
- 1790–1792: Leopold I
- 1792–1794: Franciszek I
- 1794: utrata na rzecz Francji

## Książęta Brabancji – następcy tronuBelgii
- 1840–1865: Leopold Ludwik Filip Maria Wiktor Koburg
- 1859–1869: Leopold Ferdynand Eliasz Wiktor Albert Maria Koburg
- 1909–1934: Leopold Filip Karol Albert Meinrad Hubert Maria Miguel Koburg
- 1934–1950: Baldwin Albert Karol Leopold Axel Maria-Gustaw Koburg
- 1993–2013: Filip Leopold Ludwik Maria Koburg
- od 2013: Elżbieta Koburg